# Norberto Ferrer Calduch
Norberto Ferrer Calduch (? 1859 - Castelló de la Plana, 1927) fou un advocat, empresari i polític valencià, avi de José Luis Gimeno Ferrer. Milità en el Partit Liberal, en el sector dirigit per Segismundo Moret, amb el qual el 1903 fou escollit alcalde de Vinaròs i diputat a les Corts espanyoles pel districte de Vinaròs-Sant Mateu (Baix Maestrat) de 1910-1917 i pel de Morella-Albocàsser el 1918-1921. Però el 1923 es decantà pel sector del comte de Romanones. Tot i això, fou nomenat alcalde de Castelló de la Plana de gener a agost de 1927.